# Ринделл, Харри
Харри Ринделл (фин. Harri Rindell; род. 17 января 1954, Хельсинки) — финский хоккеист и тренер.

## Биография
В качестве хоккеиста выступал на позиции нападающего. Лучшие годы своей карьеры он провел за ХИФК, в составе которого Ринделл становился призёром чемпионата страны. Завершал свою карьеру хоккеист в Швеции, где он и начал тренировать. За свою карьеру наставника специалист трижды возглавлял ХИФК. В 1994—1996 гг., а также с 2012 по 2013 гг. Ринделл был главным тренером молодёжной сборной Финляндии по хоккею. В последний раз он работал с ХИФКом в сезоне 2013/14, когда по ходу чемпионата его сменил Раймо Сумманена. Весной 2014 года он ассистировал своему соотечественнику Сакари Пиетиле в сборной Эстонии в рамках Чемпионата мира во втором дивизионе в Сербии.
В последние годы Ринделл работал скаутом в ХИФКе.

## Достижения

### Хоккеиста
- Вице-чемпион Финляндии: 1975

### Тренера
- Бронзовый призёр Чемпионата мира среди молодёжных команд: 1996
- Бронзовый призёр чемпионата Финляндии: 1992